# Stanislav Lobotka
Stanislav Lobotka (født 25. november 1994) er en slovakisk professionel fodboldspiller, som spiller for Serie-A-klubben Napoli og Slovakiets landshold.

## Karriere

### AS Trenčín
Han fik sin Corgon Liga debut for AS Trenčín mod FK Dukla Banská Bystrica den 4. marts 2012.

### AFC Ajax
Lobotka skiftede den 30. juni 2013 på en etårig lejeaftale for 2013-14-sæsonen med købsoption. Han spillede sin første kamp for Ajax den 13. juli 2013 i venskabskamp mod RKC Waalwijk, da han blev skiftet ind i det 60. minut i stedet for Christian Eriksen i en 1-5-sejr.

### Celta Vigo
Den 15. juli 2017 skiftede Lobotka til Celta på en femårig aftale.